# Le Dernier d'entre nous
Pour plus de détails, voir Fiche technique et Distribution.
Le Dernier d'entre nous (arabe : آخر واحد فينا, soit Akher Wahed Fina) est un film tunisien réalisé par Ala Eddine Slim, sorti en 2016. Le film est sélectionné par la Tunisie pour l'Oscar du meilleur film international.

## Fiche technique
- Titre : Le Dernier d'entre nous
- Titre original : آخر واحد فينا (Akher Wahed Fina)
- Titre anglophone : The Last of Us
- Réalisation : Ala Eddine Slim
- Scénario : Ala Eddine Slim
- Photographie : Amine Messadi
- Musique : Tarek Louati
- Pays d'origine : Tunisie
- Format : couleurs
- Genre : drame
- Date de sortie : 2016

## Distribution
- Jahwar Soudani : N
- Fethi Akkari : M

## Distinctions
- Sélection officielle à la Semaine de la critique de la Mostra de Venise 2016[2].
- Africa Movie Academy Award du meilleur acteur dans un rôle principal pour Jahwar Soudani.
- Africa Movie Academy Award de la meilleure photographie pour Amine Messadi.